# Savai'i
Savai'i (v místním nářečí Salafai) je největší a nejzápadnější z ostrovů, které tvoří tichomořský stát Samoa. S rozlohou 1694 km² je šestým největším ostrovem celé Polynésie (po Severním a Jižním ostrově Nového Zélandu, Hawaii, Maui a Stewartově ostrově). Žije na něm přes čtyřicet tisíc obyvatel. Na ostrově se nachází šest z jedenácti samojských okresů (itumalo): Fa'asaleleaga, Gaga'emauga, Gaga'ifomauga, Palauli, Satupa'itea a Vaisigano.
Savai'i zaujímá dvě třetiny rozlohy státu, ale žije na něm necelá čtvrtina samojské populace, která je soustředěna v okolí hlavního města Apia na ostrově Upolu. Díky nižší hustotě zalidnění se na Savai'i zachovala původní příroda i tradiční domorodý způsob života zvaný Fa'a Samoa. Důležitou roli dosud ve veřejných záležitostech hrají rodinné klany a jejich náčelníci matai. Jediným sídlem, které se dá označit za město, je přístav Salelologa na východním pobřeží, který má lodní spojení s Apiou, nedaleko něj se také nachází letiště Maota Airport. Vesnice se nacházejí okolo pobřeží a spojuje je jediná asfaltová cesta ostrova. Vnitrozemí je hornaté, nachází se zde nejvyšší samojská hora Silisili (1858 m n. m.). Zhruba polovinu ostrova pokrývá původní tropický deštný les, největší v celé Polynésii. Typickými představiteli zdejší fauny jsou kaloň samojský a netopýr samojský, endemickým druhem je kriticky ohrožená slípka samojská, žije zde i vzácný druh scinka Emoia samoensis. Na Savai'i se pěstují pandány, kakaovník pravý, kokosovník ořechoplodý a chlebovník obecný.
Ostrov je tvořen vrcholem největší štítové sopky v jižním Pacifiku, vulkanická aktivita byla naposledy zaznamenána v letech 1905 až 1911, kdy láva vytékající z kráteru Matavanu zničila několik vesnic, jejichž obyvatelé se museli přestěhovat na Upolu.
Klidný život a tropická příroda přitahují množství turistů, hlavní atrakcí je gejzír Alofaaga, kde mořský příboj proniká podzemními chodbami v lávě a vyráží pod tlakem na zemský povrch. Moře okolo ostrova nabízí bohaté možnosti surfingu a potápění. Plánuje se výstavba luxusního turistického komplexu v obci Sasina.
Vesnice Falealupo na západním výběžku ostrova byla donedávna známá tím, že blízko ní probíhala mezinárodní datová hranice, proto byla označována za místo posledního západu slunce na Zemi. V prosinci 2011 však samoská vláda rozhodla o přeložení datové hranice tak, aby probíhala na východ od souostroví, díky tomuto opatření má země stejné datum jako její hlavní obchodní partneři, Austrálie a Nový Zéland.
Prvním Evropanem na Savai'i byl roku 1787 francouzský kapitán Jean-François de La Pérouse. V roce 1839 ostrov prozkoumala americká expedice, kterou vedl Charles Wilkes. V období německé nadvlády zde působilo nenásilné hnutí za nezávislost Mau a Pule. v roce 1926 natočil na Savai'i Robert J. Flaherty svůj proslulý etnografický dokumentární film Moana. Od roku 1962 je ostrov součástí nezávislého samojského státu.